# Peridea plebeja
Peridea plebeja är en fjärilsart som beskrevs av Otto Staudinger 1892. Peridea plebeja ingår i släktet Peridea och familjen tandspinnare. Inga underarter finns listade i Catalogue of Life.